# Juan Pablo Toro
Juan Pablo Toro Jara (San Vicente de Tagua Tagua, Chile, 19 de octubre de 1976) es un exfutbolista chileno. Jugaba de defensa central, Actualmente es Ayudante Técnico de César Bravo en Cobreloa.

## Trayectoria

### Como futbolista
Jugó en las divisiones inferiores de Colo-Colo, y profesionalmente en Universidad de Concepción, Deportes Temuco, Unión Española, Ñublense, Unión Temuco y Colchagua CD, en donde terminó su carrera como futbolista.

### Como entrenador
Comenzó su carrera dirigiendo en las divisiones inferiores de Unión Española,hasta que en 2018 pasa a formar parte del cuerpo técnico de Fernando Díaz en el primer equipo hispano, como ayudante técnico.Luego, en 2019 se unió al cuerpo técnico de Patricio Lira para dirigir a Deportes Temuco entre 2019 y 2021, y Fernández Vial en 2022.
Después de un paso como jefe formativo de las divisiones inferiores de General Velásquez,en abril de 2023 es anunciado como nuevo entrenador de Malleco Unido de la Tercera División B chilena.En enero de 2024, es anunciado como el nuevo estratega de Imperial Unido de la Tercera A chilena.El 8 de junio, es anunciada su desvinculación del equipo.

## Clubes

### Como jugador
| Club                      | País  | Año       |
| ------------------------- | ----- | --------- |
| Colo-Colo                 | Chile | 1995      |
| Universidad de Concepción | Chile | 1997-1999 |
| Deportes Temuco           | Chile | 2000-2001 |
| Unión Española            | Chile | 2002-2006 |
| Universidad de Concepción | Chile | 2007      |
| Ñublense                  | Chile | 2008-2010 |
| Unión Temuco              | Chile | 2010-2011 |
| Colchagua CD              | Chile | 2012      |

### Como entrenador alterno
| Club            | País  | Año           | Entrenador Titular |
| --------------- | ----- | ------------- | ------------------ |
| Unión Española  | Chile | 2018          | Fernando Díaz      |
| Deportes Temuco | Chile | 2019-2021     | Patricio Lira      |
| Fernández Vial  | Chile | 2022          | Patricio Lira      |
| Cobreloa        | Chile | 2025-presente | César Bravo        |

### Como entrenador
| Club           | País  | Año  |
| -------------- | ----- | ---- |
| Malleco Unido  | Chile | 2023 |
| Imperial Unido | Chile | 2024 |

## Palmarés

### Como jugador

#### Campeonatos nacionales
| Título           | Club                      | País  | Año    |
| ---------------- | ------------------------- | ----- | ------ |
| Tercera División | Universidad de Concepción | Chile | 1997   |
| Primera B        | Deportes Temuco           | Chile | 2001   |
| Primera División | Unión Española            | Chile | 2005-A |